# Peter Heringa
Petrus Marinus (Peter) Heringa (Zwolle, 27 november 1945 - Amsterdam, 2 oktober 1987) was een Nederlands dichter en vertaler.

## Biografie
Heringa was lid van het Nederland's Patriciaatsgeslacht Heringa, een kleinzoon van een voormalig doopsgezind predikant, later directeur van de Openbare bibliotheek te Enschede, ds. Petrus Marinus Heringa (1878-1962), en een zoon van ir. Laurens Willem Heringa (1914-1968) en Theresia Cornelia Adriana Heringa-van Aalst (1908-1988), aan wie hij ooit een gedicht wijdde; een zus van zijn vader was getrouwd met Carel Birnie (1925-1995), oprichter en zakelijk directeur van het Nederlands Dans Theater. Hij gold in zijn jeugd als een wonderkind, zoals de Volkskrant op 3 november 1954 meldde. Op zijn zestiende deed hij een zelfmoordpoging, waardoor zijn eindexamen gymnasium bèta met een jaar uitgesteld werd. Vanaf 1963 studeerde hij Nederlandse taal- en letterkunde aan de Universiteit van Amsterdam, later Portugees; die studies rondde hij niet af. Hij schreef vanaf 1961, en vertaalde tal van gedichten uit verschillende talen. Zijn kennis van de Nederlandse dichtkunst richtte zich op Gerrit Achterberg, J.H. Leopold, Leo Vroman, Lucebert en Martinus Nijhoff; hij voelde zich verwant aan Hans Faverey en Kees Ouwens. Van 1965 tot 1980 werkte hij bij het Amsterdamse antiquariaat Schuhmacher, waarna hij ook bevriend raakte met de schilder Schuhmacher (1894-1986), vader van de twee kinderen die het antiquariaat uitbaatten; zijn ex libris was ontleend aan een tekening van de schilder die in zijn bezit was. Hij debuteerde in 1982 bij de private press van Ger Kleis: Sub Signo Libelli met de dichtbundel Vrijstaat, even daarvoor was zijn vertalingsdebuut verschenen, werk van Sandro Penna. Hij publiceerde onder twee pseudoniemen: Peter Leberecht en H.G. Liebentrau, bij bibliofiele persen.
Heringa had exact een jaar voor zijn eigen overlijden zijn partner verloren: prof. dr. Ronald William (Ron) Ramsay (1930-1986), hoogleraar experimentele klinische psychologie aan de Universiteit van Amsterdam.

### Verzamelde gedichten
In 2001 verschenen de verzamelde gedichten van Heringa, onder de titel Voces Intimae. De bundel omvat 268 gedichten waarvan de eerste 152 eerder waren gepubliceerd en de andere afkomstig zijn uit de nalatenschap van de dichter. Deze uitgave was mede mogelijk gemaakt door de Stichting H.G. Liebentrau. De uitgave werd verzorgd door Ernst Braches en voorzien van een biografische schets door Gerrit Kleis, erfgenaam van de literaire nalatenschap van Heringa. Ze verschenen in een zeer beperkte oplage van veertig exemplaren als enige digitale uitgave van Sub Signo Libelli, in halfperkament gebonden door Erik Schots, gedrukt op Hahnemühle Ingres-papier; daarnaast verschenen 160 gewone exemplaren.

### Eigen werk
Onder de naam Peter Leberecht
- Vrijstaat. Amsterdam, Sub Signo Libelli, 1982.
- Leberecht's denkwerk. [Z.p.], Sub Signo Libelli, 1982. [49 exemplaren]
- A phoenix too infrequent. Amsterdam, Phoenix Editions, 1984. [65 exemplaren]
- Lame bird. Eight exercises for the left hand. [Z.p.], The IHF Battle Fund, 1985. De opbrengst van deze uitgave was bestemd voor de Schotse kunstenaar Ian Hamilton Finlay [40 exemplaren]
- Arcanum. Amsterdam, Perseveranter, 1986. [49 exemplaren]
- Bernaiserie. Novembersuite voor Ferd Veelenturf. [Amsterdam], Perseveranter, 1987. [60 exemplaren]
- T.C.A. Heringa-van Aalst 19-8-1988. [Z.p.], Sub Signo Libelli, 1988. [26 exemplaren]
- Leberecht's Kunstgreep. [Z.p.], Sub Signo Libelli. 2000. [75 exemplaren]

Onder de naam H.G. Liebentrau
- Een kleine Drentse suite. Voor Ger Kleis. [Z.p.], Breukenpers, 1983. [60 exemplaren]
- A portrait of the poet in blue shorts. [Z.p.], Ernst W. Boissevain, 1984.
- Campa. [Z.p.], Perseveranter, 1985.
- Blackbird's immediate. [Z.p., z.n.], 1986.
- Depressie. Terhorst, Ser J.L. Prop, 1987. [55 exemplaren]
- Dernier morceau. Voor G.K. [Z.p.], Sub Signo Libelli, 1987. [ca. 40 exemplaren]
- Ik deed mijn best [Z.p.], Hester Verkruissen, 1987. [28 exemplaren]
- Forecast. [Z.p.], Pim Witteveen, 1988. [50 exemplaren]
- Esprit. [Z.p.], Sub Signo Libelli, 1989.
- Fotomontage. [Z.p.], Sub Signo Libelli, 1993. [100 exemplaren; uitgave voor de donateurs van de Stichting Arent van Santhorst]
- Dualiteit. [Z.p.], Pim Witteveen, 1995. [60 + enkele exemplaren]
- Bückeburg. [Z.p.], Sub Signo Libelli, 1998. [95 exemplaren]
- Drie gedichten. [Z.p.], Kitty en Jan Keijser, 2001.

Onder de naam P.M. Heringa
- Everglades. Hamba Ngehashi to a friend. [Z.p.], Paul Snijders, 1984. [51 exemplaren]
- Een munt voor Wim Schuhmacher. [Z.p.], Sub Signo Libelli, 1986. [27 exemplaren]
- Ouverture. Op de geboorteaankondiging van R.W.J. Boer. [Z.p.], Sub Signo Libelli, 1986.
- Ron. [Z.p.], Sub Signo Libelli, 1986.
- Een emissie op verzoek. [Z.p.], Tight End Press, 1991. [21 exemplaren]

### Vertalingen
- Luis Cernuda, Als een licht hoorbaar ruisen. [Z.p.], Sub Signo Libelli, 1984. [110 exemplaren]
- Jan van Nijlen, E cinere Phoenix. Amsterdam, Phoenix Editions, 1985. [Vertaling naar het Engels] [125 exemplaren]
- Blas de Otero, Het eeuwige [Z.p.], Sub Signo Libelli, 1984. [30 exemplaren]
- Sandro Penna, April. - onder die hemel wordt mijn vrede. [Z.p.], Sub Signo Libelli, 1986. [Circa 100 exemplaren]
- Sandro Penna, Vroege verzen. [Z.p.], Sub Signo Libelli, 1984. [63 exemplaren]
- Fernando Pessoa, A fragment of Antinous. [Z.p.], Sub Signo Libelli, 1988. [48 exemplaren]
- Salvatore Quasimodo, Vanaf de citadel van Bergamo. [Z.p.], Sub Signo Libelli, 1983. [29 exemplaren]
- Wallace Stevens, Adagia. [Z.p.], Paul Snijders, 1986.

- Digitale Bibliotheek voor de Nederlandse Letteren: heri029
- Gemeinsame Normdatei: 139085416
- International Standard Name Identifier: 0000 0003 8709 9789
- Nederlandse Thesaurus van Auteursnamen: 069830878
- Virtual International Authority File: 279956766